# Nicola Amati

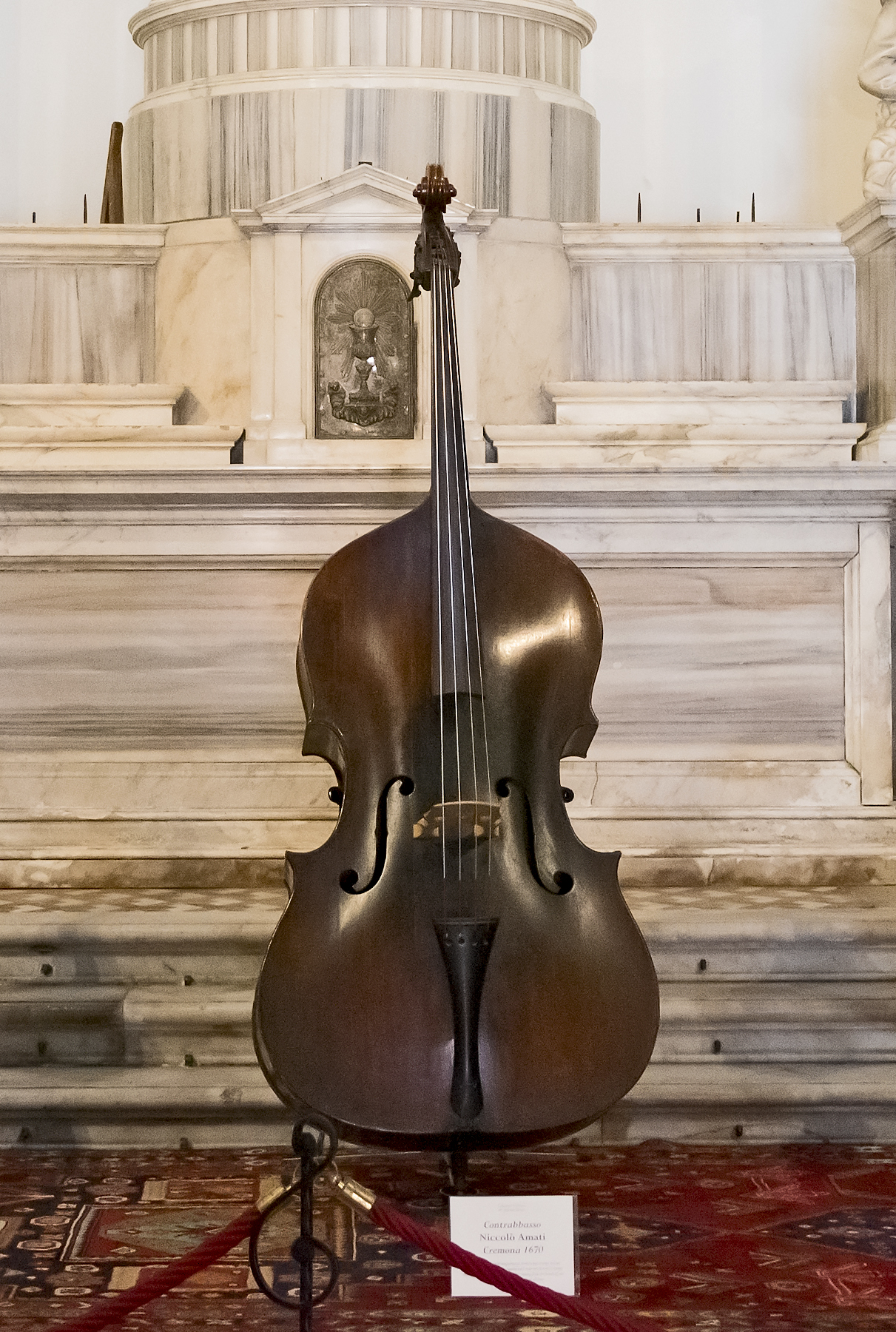
Niccolò Amati - Kontrabas

Nicola Amati, född 3 december 1596, död 12 april 1684, var en violinmakare från Cremona och anses vara den mest framstående medlemmen av fiolbyggarfamiljen Amati. Han lärde sig hantverket av sin far, Girolamo Amati, och förbättrade sedan sin fars metoder vilket ledde till att violinernas akustik blev bättre. Detta hade stor betydelse för violinerna som senare byggdes av Antonio Stradivari, Guarnerifamiljen och Giovanni Battista Rogeri eftersom de alla lärde sig av Nicola Amatis sätt att bygga violiner.